# سباستین نایار
سباستین نایار (انگلیسی: Sebastián Nayar؛ زادهٔ ۱۰ مهٔ ۱۹۸۸) بازیکن فوتبال اهل آرژانتین است.
از باشگاه‌هایی که در آن بازی کرده‌است می‌توان به باشگاه ورزشی دیپورتیوو کالی، باشگاه فوتبال بوکا جونیورز، باشگاه فوتبال رکریتیوو اوئلوا، و باشگاه فوتبال لاریسا اشاره کرد.